# Championnat de France de volley-ball Ligue B 2019-2020
Navigation
Saison précédente Saison suivante
| \| Cambrai CNVB Fréjus Martigues Mende Nancy Le Plessis-Robinson St-Jean d’Illac Saint-Nazaire Saint-Quentin \| Localisation des clubs engagés dans le championnat. |
| Cambrai CNVB Fréjus Martigues Mende Nancy Le Plessis-Robinson St-Jean d’Illac Saint-Nazaire Saint-Quentin                                                           |

Le Championnat de France de volley-ball de Ligue B 2019-2020 oppose dix équipes françaises de volley-ball. Le championnat de France de volley-ball de deuxième division porte le nom de Ligue B depuis 2009.
Le 10 avril, le championnat est définitivement annulé, en raison de la Pandémie de Covid-19.

## Liste des équipes en compétition[2]
| Club*                 | En LBM depuis | Budget (en k€) | Classement 2018-2019 | Salle(s)                       | Capacité théorique |
| --------------------- | ------------- | -------------- | -------------------- | ------------------------------ | ------------------ |
| Cambrai Volley        | 2004          | -              | 2e                   | Salle Jean-Marie-Vanpoulle     | 1 300              |
| CNVB                  | 2018          | -              | 12e                  | Halle Jacques Shaw             | 200                |
| AMSL Fréjus           | 2018          | -              | 7e                   | Halle de Sainte-Croix          | 1050               |
| Martigues VB          | 2018          | -              | 3e                   | Gymnase Julien Olive           | 600                |
| Mende VL              | 2018          | -              | 9e                   | Gymnase Piencourt              | 350                |
| Grand Nancy VB        | 2016          | -              | 10e                  | Gymnase Marie-Marvingt         | 320                |
| Plessis-Robinson VB   | 2010          | -              | 4e                   | Espace Omnisports              | 499                |
| AS Saint-Jean-d'Illac | 2018          | -              | 5e                   | CS Pierre Favre                | 500                |
| Saint-Nazaire VBA     | 2016          | -              | 6e                   | Salle Pierre-de-Coubertin      | 1 521              |
| Saint-Quentin Volley  | 2014          | -              | 11e                  | Palais des Sports Pierre-Ratte | 3 800              |

## Saison régulière

### Résultats de la saison régulière
| Résultats (dom.\ext.)                                              | CAM | CNV | FRE | MAR | MEN | GNA | PLE | SJI | STN | SQV |
| Cambrai                                                            |     | -   | -   | 1-3 | -   | -   | -   | -   | -   | -   |
| Centre national de volley-ball                                     | -   |     | 1-3 | -   | -   | -   | -   | -   | -   | -   |
| Fréjus                                                             | -   | -   |     | -   | -   | -   | 0-3 | 3-0 | -   | -   |
| Martigues                                                          | -   | -   | -   |     | -   | -   | -   | 3-2 | -   | 3-1 |
| Mende                                                              | -   | -   | -   | -   |     | -   | 2-3 | -   | -   | -   |
| Nancy                                                              | 1-3 | 3-0 | -   | -   | -   |     | -   | -   | -   | -   |
| Le Plessis-Robinson                                                | -   | -   | -   | -   | -   | -   |     | -   | 2-3 | -   |
| Saint-Jean-d'Illac                                                 | -   | -   | -   | -   | 2-3 | -   | -   |     | -   | -   |
| Saint Nazaire                                                      | 3-0 | -   | -   | -   | 3-0 | -   | -   | -   |     | -   |
| Saint-Quentin                                                      | -   | 3-0 | -   | -   | -   | 3-1 | -   | -   | -   |     |
| - Victoire à domicile - Victoire à l'extérieur - Match non disputé |     |     |     |     |     |     |     |     |     |     |